# Касимов, Салават Фитратович
Салават Фитратович Касимов (баш. Ҡасимов Салауат Фиҙрәт улы; 19 декабря 1934, Белорецк, Башкирская АССР — 21 ноября 2018, Уфа) — советский и российский историк, доктор исторических наук (1995), профессор.

## Биография
Родился 19 декабря 1934 года в г. Белорецке Башкирской АССР.
В 1962 году окончил историко-филологический факультет Башкирского государственного университета (ныне Уфимский университет науки и технологий).
В 1964 г. поступил в аспирантуру Уфимского института истории, языка и литературы АН СССР и закончил её с представлением и последующей защитой кандидатской диссертации — «Органы государственного контроля Башкирской АССР в годы социалистического строительства (1917—1934 гг.)».
С 1967 года по 1989 год работал преподавателем в Башкирском государственном педагогическом институте.
В период с 1989 по 2000 годы работал старшим сотрудником, а после заведующим отделом в Институте истории, языка и литературы УНЦ РАН.
С 28 февраля 2003 года работал главным научным сотрудником Института этнологических исследований им. Р. Г. Кузеева УНЦ РАН.
В 2009 году присуждена Государственная премия Республики Башкортостан в области науки и техники.
Занимался исследованием национально-государственного устройства Башкортостана.
Автор свыше 200 научных работ, в том числе 6 монографий.

## Награды и звания
- Орден Трудового Красного Знамени (1986):
- Государственная премия Республики Башкортостан в области науки и техники (2009)[2].

## Научная деятельность
Основное направление научных исследований — история национально-государственного строительства Башкирской АССР. Он является автором свыше 200 научных работ и 6 монографий.

### Научные труды
- Органы государственного контроля Башкирской АССР в годы социалистического строительства (1917—1934). Пермь, 1969.
- Борьба башкирского народа за национальную автономию (1917—1919). Уфа, 1992.
- История образования Башкирской советской автономии (1919—1925). Уфа, 1993.
- Образование национальной государственности башкирского народа (1917—1925). Екатеринбург, 1995.
- Соглашение от 20 марта 1919 г. между центральной советской властью и башкирским правительством // Соглашение центральной советской власти с башкирским правительством о советской автономии Башкирии в свете современных проблем российского федерализма: материалы региональной научно-практической конференции, посвященной 85-летию официального признания Центральной Советской властью Автономного Башкортостана. Уфа: РИО БашГУ, 2004. С. 32-35.
- Из истории сборника документов «О контрреволюционной валидовщине». // Археография Южного Урала: материалы IV Межрегиональной научно-практической конференции. Уфа: Информреклама, 2004. С. 81-82.
- О договорных отношениях между Россией и Башкирией. // Современные этнополитические и этносоциальные процессы в России: модель Республики Башкортостан: материалы межрегиональной научно-практической конференции. Уфа: Информреклама, 2004. С. 93-97.
- Государственное строительство в БАССР в период Великой Отечественной войны: взгляд через 60 лет. Уфа, 2004.
- Образование Башкирской АССР // История Башкортостана в 1917—1990-е годы. Уфа, 2004. Т. 1. С. 17-57 (в соавторстве), 54-70, 122—141, 152—163.
- А. А. Валидов — организатор автономии Башкортостана: у истоков федерализма в России (1917—1920 гг.): док. и материалы. Ч. I. Уфа: Китап, 2005.
- Развитие государственности Башкирской АССР в 1926—1945 годах. Уфа: Гилем, 2006. 144 с.
- Национально-государственное устройство Башкортостана в 1946—2000 годах. Уфа: Гилем, 2009. 160 с.
- А. А. Валидов — организатор автономии Башкортостана: у истоков федерализма в России (1917—1920 гг.): док. и материалы. Ч. 2. Уфа: Китап, 2011.